# Fomitopsis euosma
Fomitopsis euosma är en svampart som beskrevs av Corner 1989. Fomitopsis euosma ingår i släktet Fomitopsis och familjen Fomitopsidaceae.   Inga underarter finns listade i Catalogue of Life.